# Tkanina lniana

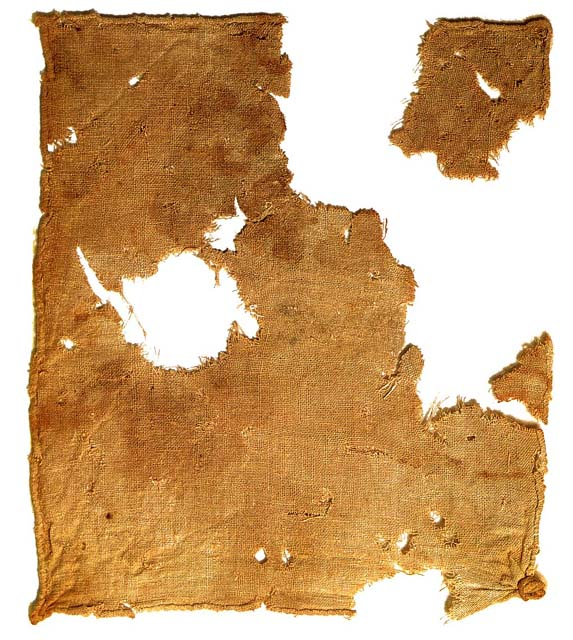
Tkanina lniana znaleziona w grocie 1 w Kumran, niedaleko brzegów Morza Martwego

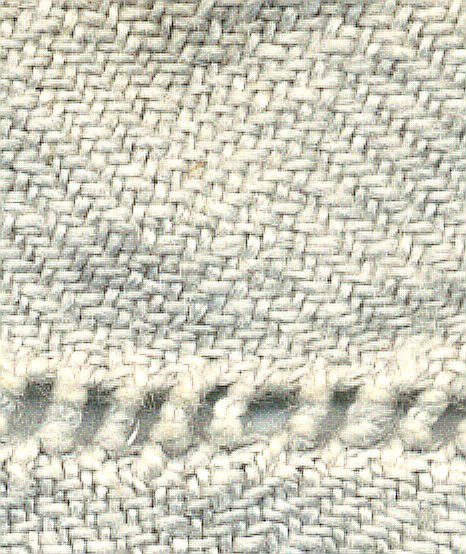
Fragment ręcznika uszytego z tkaniny lnianej wykonanej na podlaskiej wsi w XIX wieku

Len – potoczna nazwa tkanin wytwarzanych z czystej przędzy lnianej lub z dodatkami włókien bawełnianych, wełnianych, poliestrowych itp. Dodatek włókien poliestrowych (elana) do lnu zmniejsza podatność na gniecenie przy zachowaniu podstawowych cech tkaniny lnianej. Charakteryzuje się dużą przewiewnością.

## Historia
Tkanina, której historia sięga neolitu około 7500 p.n.e. (VIII tysiąclecie p.n.e.). Początkowo prawdopodobnie używano włókien lnu do zszywania skór lub jako sznurka. Pierwsze warsztaty tkackie, na których tkano len, to warsztaty pionowe. Tkanina lniana, w wyrafinowanej formie, bardzo cienka, przejrzysta, miała swój początek w starożytnym Egipcie, w okresie Starego Państwa ok. XXVII–XXII wieku p.n.e. Zachowało się wiele malowideł i zapisów o produkcji lnu i jego wykorzystaniu przez starożytnych Egipcjan. Po raz pierwszy opisano go w Księdze Wyjścia 9,23–25, w której przedstawiono zniszczenie po gradobiciu lnu uprawianego w Egipcie: Len i jęczmień zostały zniszczone, ponieważ jęczmień miał już kłosy, a len kwiecie.
Wytwarzano różnej jakości płótno lniane, zależnie od przeznaczenia. Najdelikatniejsze i najczystsze tkaniny służyły do wystroju świątyń i na ubiory kapłanów i królów. Przez wieki wypracowano różnego rodzaju techniki wyrobu tkanin lnianych, ale postęp nastąpił po odkryciu w XIX w. metody przędzenia włókna lnianego na mokro (przędza mokroprzędna). Do dziś, ze względu na swoje walory, lniane tkaniny dekoracyjne i konfekcja odzieżowa uważane są za wyznacznik elegancji i wysoko cenione.

## Technologia wytwarzania tkanin lnianych napodlaskiejwsi w XIX wieku
Len wysiewano w maju. Po wzejściu roślin len był kilkakrotnie pielony. Kiedy len był już gotowy do zbioru, nie koszono go, ale wyrywano, żeby uzyskać jak najdłuższy surowiec. Wyrwany len wiązano w małe pęczki i przez kilkanaście dni suszono. Potem należało len wymłócić, albo oczemchać, tj. drewnianymi grzebieniami oddzielić nasiona.
Następnie małe snopki lnu układano w wodzie (w stawach albo w zakolach lub polderach zalewowych rzeki) i obciążano żerdziami i kamieniami, żeby były całkowicie zanurzone. Mokły tak kilka tygodni, aby łodygi zbutwiały. Jeśli w pobliżu nie było zbiorników wodnych, len rozkładano na ścierniskach i łąkach. Kiedy łodygi stały się już dostatecznie kruche, wyciągano je na brzeg i po wysuszeniu zwożono do stodoły.
Zwykle w październiku przystępowano do międlenia lnu, w celu pokruszenia i usunięcia osłonek łodyg, aby uzyskać czyste, długie włókno. Służyła do tego międlica. Była to deska szerokości kilkunastu centymetrów i długości około 1,5 metra z wyciętą szczeliną, w którą wchodziła druga deska. Obie deski połączone były bolcem. Pracowały jak duże nożyce, łamiąc łodygi lnu. Do usuwania połamanych łodyg (zwanych paździerzami, otłoczynami lub otłuczynami) używano cierlicy. Cierlica tym różniła się od międlicy, że miała dwie szczeliny. Następnie włókno wyczesywano ręczną szczotką, aby usunąć resztki paździerzy i oddzielić pakuły od włókna długiego. Szczotka do czesania lnu była zrobiona z kawałka deski, w którą powbijano ostre gwoździe.
W zimowe wieczory kobiety przędły nici (przędzę) używając wrzecion i kądzieli lub kołowrotków. Kiedy szpula na wrzecionie kołowrotka była już wypełniona, przy pomocy motowidła nici zwijano w motki.
W tej postaci nici były już gotowe do tkania. Przed tkaniem nici lnianych nie prano i nie farbowano. W warsztatach tkackich, ustawionych zwykle w kuchni, kobiety tkały tkaninę. Wytworzona tkanina była szara i sztywna.
Późną wiosną, przy bardzo słonecznej pogodzie, rozkładano tkaniny na łąkach, aby leżąc na słońcu wybieliły się i zmiękły. Od czasu do czasu, bielone tkaniny polewano wodą. Łąki służące do bielenia tkanin, najlepiej takie położone na nachylonych w kierunku południowym zboczach, nazywano blichami.

## Splotytkaninlnianych
- zasadnicze – najczęściej stosowane w przemyśle lniarskim do produkcji tkanin użytkowych
- pochodne – prawie wszystkie, łącznie z żakardowymi stosowane w tkaninach dekoracyjnych

## Zalety
Zalety tkanin lnianych:
- duża odporność na tarcie i rozciąganie
- działanie antybakteryjne
- nieelektryzowanie się
- przewiewność
- antyalergiczność
- wysoka absorpcja wilgoci
- biodegradacja (ochrona środowiska)